# Terra Indígena Alto Rio Guamá
A Terra Indígena Alto Rio Guamá é uma terra indígena localizada no nordeste estado brasileiro do Pará. Regularizada e tradicionalmente ocupada, tem uma área de 279.897,7 hectares e uma população de 1.425 pessoas, do povo Tembé e Timbira. Situa-se nas bacias hidrográficas do rio Gurupi (57,8%) e do litoral do Pará, dentro do bioma amazônico. É coberta por floresta ombrófila densa (72,5%) e formações pioneiras (27,5%) 

## Importância da demarcação
Os Tembé são um grupo étnico pertencente à família linguística Tupi-Guarani. Eles têm uma cultura rica e tradicional, com costumes e práticas que incluem a agricultura de subsistência, a pesca, a caça e o artesanato. A Terra Indígena Alto Rio Guamá foi homologada em 1991 pelo governo brasileiro, reconhecendo o direito dos Tembé à posse e ao usufruto exclusivo das terras que tradicionalmente ocupam .
A demarcação e proteção das terras indígenas são fundamentais para a preservação da cultura, dos modos de vida e do meio ambiente desses povos. Além disso, essas terras são importantes para a conservação da biodiversidade, uma vez que muitas delas estão situadas em áreas de floresta tropical .

É importante respeitar e valorizar a autonomia e a autodeterminação dos povos indígenas, bem como garantir seus direitos territoriais e culturais. A Terra Indígena Alto Rio Guamá é um exemplo de reconhecimento desses direitos e da importância da preservação das culturas indígenas e do meio ambiente .